# Атанасий Шептицкий
Атанасий (в миру Антоний Шептицкий, пол. Atanazy Antoni Szeptycki; 1686, село Вощанцы (ныне Самборского района Львовской области Украины) — 12 декабря 1746, Львов) — епископ Русской униатской церкви, Митрополит Киевский, Галицкий и всея Руси — предстоятель Русской униатской церкви (1729−1746).

## Биография
Представитель одного из старейших боярских родов, грамоту на право земельного владения которому в 1284 году дал сын короля Данилы Галицкого галицко-волынский князь Лев Данилович. Шептицкие занимали высокие военные, государственные должности в Галицком, а позднее в Польско-Литовском и Австрийском государствах.
Начиная с конца XVII и в течение почти всего XVIII века род Шептицких выдвинул целую плеяду высших церковных иерархов украинской греко-католической и польской римо-католической Церквей. Среди них, кроме Атанасия, Варлаам, Лев, Андрей и Климентий Шептицкие. Все они оставили яркий след в истории Украинской греко-католической церкви.
В 1703 Антоний Шептицкий вступил в Орден василиан святого Иосафата. Начальное образование получил во Львове, в папской коллегии, затем, в 1710 принял духовный сан. С 1713 — архимандрит Уневского Свято-Успенского монастыря(1713—1715), одновременно исполнял обязанности помощника епископа Львовской, Галицкой и Каменец-Подольской епархии.
В сентябре 1715 митрополитом Львом Кишкой рукоположён епископом Львовским, Галицким и Каменецким (1715—1729).
После смерти Льва Кишки с 18 августа 1729 до конца жизни — Митрополит Киевский, Галицкий и всея Руси — предстоятель грекокатолической церкви Киевской митрополии в составе Католической церкви.
Атанасий (Шептицкий) — инициатор строительства собор святого Юра во Львове и основатель братства при нëм (1717). Осуществил ряд мер по улучшению образования духовенства. Активный участник Замойского собора 1720 года.
В бытность архимандритом в Уневе провёл реставрацию и перестройку церкви и монастыря, восстановил типографию, в которой было напечатано более 60 наименований книг.
В 1738 провёл ревизию литургических книг поминания славянских святых на предмет того, какие из них должны включаться в униатские месяцесловы.
Борец против латинизации и перехода верующих восточного обряда в латинский обряд. С этой целью добился от папы римского Климента XII буллы, запрещающей такие переходы.